# Porci con la P.38
Pour plus de détails, voir Fiche technique et Distribution.
Porci con la P.38 est un poliziottesco italien réalisé par Gianfranco Pagani et sorti en 1978.

## Synopsis
Un commissaire de police enquête sur trois meurtres entre un ancien chef de la mafia et deux de ses hommes. Mais lorsque la fille du commissaire est enlevée par l'ancien allié du mafioso, la femme du commissaire est victime de chantage et forcée de voler un briquet au commissariat. Mais l'ancien allié du vieux mafioso est tué par sa maîtresse et le commissaire libère sa fille. 

## Fiche technique
- Titre original italien : Porci con la P.38[1],[2]
- Réalisateur : Gianfranco Pagani
- Scénario : Gianfranco Pagani, Bruno Cortini
- Photographie : Gianni Raffaldi
- Montage : Gianfranco Pagani
- Musique : Pippo Caruso (it)
- Maquillage : Lucia La Porta
- Sociétés de production : Comet Film
- Pays de production :  Italie
- Langue originale : italien
- Format : Couleurs - Son mono - 35 mm
- Durée : 92 minutes
- Genre : Poliziottesco
- Dates de sortie :
  - Italie : 23 septembre 1978

## Distribution
- Marc Porel : Morris
- Laura Belli : Gloria
- Raymond Pellegrin : Holden
- Giancarlo Sisti : Fred Huston
- Gabriele Ferzetti : Max Astarita
- Lea Lander : Mirka
- Luciano Pigozzi (sous le nom de « Alan Collins ») : John Forsythe
- Walter Margara : George
- Gigi Ventura
- Elena Marossero
- Bill Mulasso
- Franco Barbero (it)
- Paola Garbarino
- Bruno Di Luia

## Production
Le film a commencé à être tourné à Turin et dans ses environs en juillet 1977 sous le titre Tre scimmie d'oro, mais n'a reçu un visa de censure régulier (no 72191) que le 25 août 1978 et est sorti le 23 septembre suivant. 